# Хлодулф
Хлодулф (на френски: Clodulf de Metz, Chlodulf1, Clodoul2, Cloud; на немски: Chlodulf, Flodulf, Glodulf, Childulf, † 8 юни 696 или 697, Мец) от фамилията Арнулфинги, е епископ на Мец от 19 май 656 г. до смъртта си. Неговият празник като Светия се чества на 8 юни.

## Биография
Той е син на Арнулф († 640), епископ на Мец (614 – 629), и съпругата му Дода (* ок. 584), дъщеря на Арноалд (епископ на Мец 601 – 609). Брат е на Анзегизел, бащата на Пипин Ерсталски.
Преди да бъде ръкоположен за свещеник Хлодулф се жени за жена с неизвестно име и има един син Аунулф († след 670). Той е в тясна връзка с Гертруда, абтеса на манастир Нивел, дъщерята на Пипин Ерсталски. Погребан е в катедралата Св. Арнулф в Мец.